# Cindy Parlow
Cynthia Marie Parlow, coneguda com a Cindy Parlow, (Memphis, Estats Units 1978) és una jugadora de futbol estatunidenca, ja retirada, guanyadora de tres medalles olímpiques.

## Biografia
Va néixer el 8 de maig de 1978 a la ciutat de Memphis, població situada a l'estat de Tennessee.

## Carrera esportiva
Membre dels Atlanta Beat, va participar, als 18 anys, en els Jocs Olímpics d'Estiu de 1996 realitzats a Atlanta (Estats Units), on en la primera edició en la qual la competició femenina formà part del programa oficial aconseguí guanyar la medalla d'or amb la selecció femenina nord-americana. En els Jocs Olímpics d'Estiu de 2000 realitzats a Sydney (Austràlia) aconseguí guanyar la medalla de plata i en els Jocs Olímpics d'Estiu de 2004 realitzats a Atenes (Grècia) aconseguí guanyar novament la medalla d'or.
Al llarg de la seva carrera ha guanyat dues medalles en la Copa del Món Femenina de Futbol, guanyant l'edició de 1999.